# Municipio de Helt
El municipio de Helt (en inglés: Helt Township) es un municipio ubicado en el condado de Vermillion en el estado estadounidense de Indiana. En el año 2010 tenía una población de 2610 habitantes y una densidad poblacional de 13,96 personas por km².

## Geografía
El municipio de Helt se encuentra ubicado en las coordenadas 39°45′41″N 87°27′24″O / 39.76139, -87.45667. Según la Oficina del Censo de los Estados Unidos, el municipio tiene una superficie total de 186.94 km², de la cual 185.54 km² corresponden a tierra firme y (0.75%) 1.4 km² es agua.

## Demografía
Según el censo de 2010, había 2610 personas residiendo en el municipio de Helt. La densidad de población era de 13,96 hab./km². De los 2610 habitantes, el municipio de Helt estaba compuesto por el 98.51% blancos, el 0.08% eran afroamericanos, el 0.27% eran amerindios, el 0.19% eran asiáticos, el 0.04% eran isleños del Pacífico, el 0.34% eran de otras razas y el 0.57% pertenecían a dos o más razas. Del total de la población el 0.88% eran hispanos o latinos de cualquier raza.